# Essex girl

Posizione dell'Essex nel Regno Unito, immediatamente a nordest di Londra.

Essex girl ("ragazza dell'Essex") è un appellativo che, come stereotipo spregiativo, è usato nel Regno Unito per indicare una donna ritenuta promiscua e poco intelligente, qualità che scherzosamente si attribuiscono alle donne dell'Essex. Ha avuto ampia diffusione in tutto il Paese ed è divenuto comune soprattutto negli anni ottanta e novanta del XX secolo.

## Descrizione
L'immagine stereotipata si è formata come variante dello stereotipo della bionda/bimbo, con riferimento ad accento Estuary English, tacchi a spillo bianchi, minigonna, seni al silicone, capelli platinati, uso sfacciato di abbronzatura artificiale (fino ad assomigliare a un'arancia), promiscuità, eloquio volgare e chiassoso e facile socializzazione nei night club di quart'ordine.
La rivista Time riportò:

## Battute sulla Essex girl
Le battute sulla Essex girl sono fondamentalmente delle varianti delle battute sulla bionda sciocca e spesso sono volgarità a sfondo sessuale. ("Come fa un'Essex girl ad accendere la luce dopo un rapporto sessuale? — Apre la porta della macchina.")

## Lotta allo stereotipo della Essex girl
Nel 2004 Bob Russell, parlamentare liberal-democratico del Collegio di Colchester (Essex), promosse un dibattito alla House of Commons sull'argomento, caldeggiando il boicottaggio del tabloid The People, che più volte aveva pubblicato insinuazioni offensive sulle ragazze dell'Essex.
Nel 2010 fu fondato lo Essex Women’s Advisory Group per combattere lo stereotipo negativo sulle ragazze dell'Essex attraverso il sostegno alle organizzazioni di beneficenza presenti nell'Essex che aiutano le persone in difficoltà, ed anche finanziando progetti che promuovano l'apprendimento ed il successo di donne e ragazze nella scienza, nella tecnologia, nelle arti, nello sport e negli affari. Il fondo di beneficenza è amministrato dalla Essex Community Foundation.
Il 6 ottobre 2016 Juliet Thomas e Natasha Sawkins di The Mother Hub lanciarono una campagna sui social media per attrarre attenzione sulla definizione negativa della Essex girl nell'Oxford English Dictionary e nel Collins Dictionary. Lo scopo principale era aumentare la consapevolezza e aprire una discussione sullo stereotipo peggiorativo "Essex girl". La loro campagna puntava a riportare la definizione di "Essex girl" ad un significato neutro come "una ragazza che abita nell'Essex o proviene da esso", incoraggiando le donne ad usare l'hashtag #IAmAnEssexGirl, ed inoltre propose una petizione perché fossero cambiate o cancellate le definizioni nei dizionari. La campagna fu notata dalla stampa nazionale.
La Essex girl fu citata nel 2017 a proposito di una discussione su Twitter circa la diversità etnica nella Britannia Romana, in particolare notando "la meravigliosa coppia di South Shields, Barates e Queenie (‘Regina’), lui di Palmira, lei una Essex girl. Su questo non c'è dubbio."